# Zośka – Zagonna Studnia
Zośka – Zagonna Studnia – jeden z najdłuższych i najgłębszych systemów jaskiniowych odkrytych w ostatnich latach w polskich Tatrach. Jej badania trwają nadal. Dotychczas długość zbadanych korytarzy wynosi 700 metrów, a głębokość 163 metry.

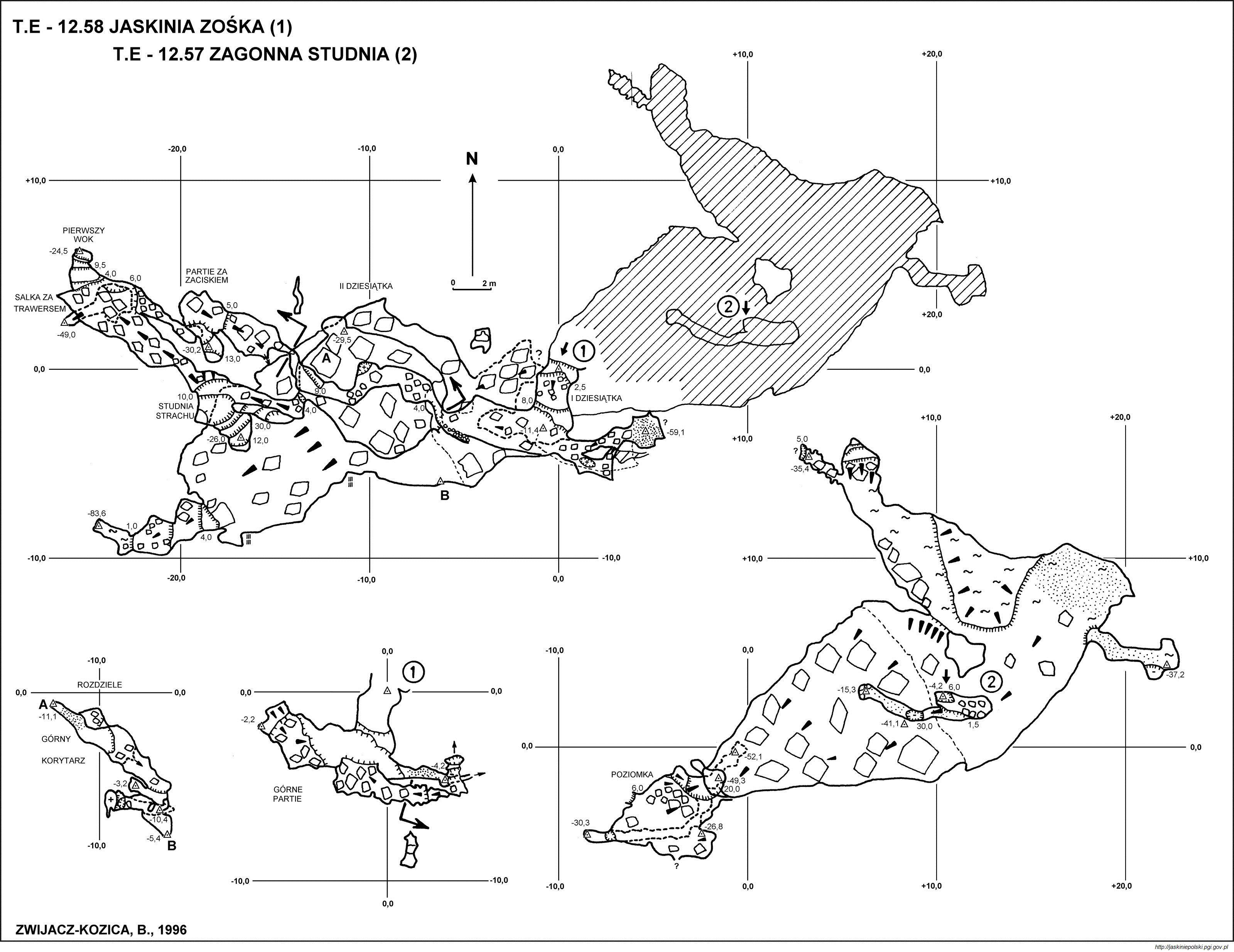
Plan jaskini

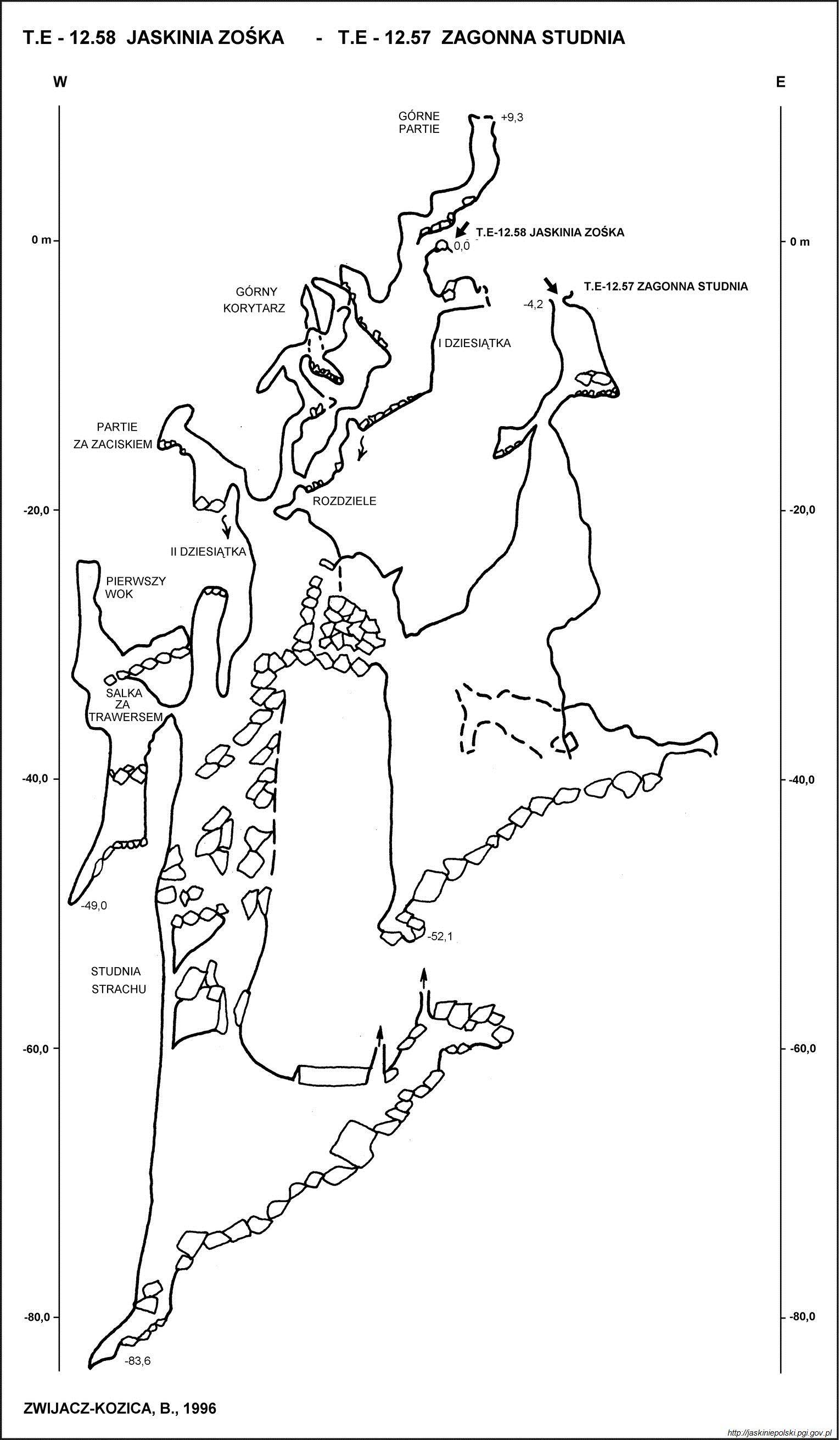
Przekrój jaskini

## Opis jaskini
Jaskinia Zośka – Zagonna Studnia powstała z połączenia dwóch jaskiń: Zośki i Zagonnej Studni.

### Zośka
Wejście do jaskini znajduje się w dolnej części Czerwonego Grzbietu – ramienia Małołączniaka, nad Pośrednią Małołącką Turnią, po stronie Doliny Małej Łąki, w pobliżu jaskini Czerwona Studzienka, na wysokości 1805 metrów n.p.m.
Przy otworze wejściowym znajduje się próg za którym jest pochylnia przechodząca w studnię – I Dziesiątkę (8 metrów głębokości). Nad pochylnią znajduje się wejście do Górnych Partii kończących się kominkiem. Z dna I Dziesiątki dochodzi się do rozgałęzienia – Rozdziela. Stąd w górę prowadzi korytarz do Salki z Przegrodą i Zacisku z Brzytwami. Ten boczny ciąg kończy się kominkiem przechodzącym w szczelinę. Główny ciąg idzie z Rozdziela meandrem do studni – II Dziesiątki (9 metrów). W bok odchodzi korytarz do niewielkich Partii za Zaciskiem. Z dna II Dziesiątki można dojść do sali Poziomka. Stąd odchodzi korytarz do Zagonnej Studni. Natomiast główny ciąg prowadzi z dna II Dziesiątki do Studni Strachu (w bok odchodzi korytarz do Salki za Trawersem i komina Pierwszy WOK). Studnia Strachu jest dość skomplikowanym systemem studzienek i pochylni. Całkowita jej wysokość wynosi około 47 metrów. Z dna Studni Strachu przechodzi się do Studni Wściekłych Nietoperzy o głębokości 25 metrów (w górę odchodzi 45-metrowy komin kończący się ślepo). Z dna Studni Wściekłych Nietoperzy idzie się przez Meander z Wantą do kolejnej studni (30 metrów) kończącej się zawaliskiem (−154 m).

### Zagonna Studnia
Wejście do jaskini znajduje się niedaleko wejścia do Zośki, w dolnej części Czerwonego Grzbietu – ramienia Małołączniaka, nad Pośrednią Małołącką Turnią, po stronie Doliny Małej Łąki na wysokości 1800 metrów n.p.m.
Jaskinia zaczyna się niewielką studzienką, która doprowadza do studni (28 metrów głębokości). Dno studni stanowi sala, od której w najniższej części odchodzi 20-metrowy komin do połączenia z salą Poziomka w jaskini Zośka.

## Przyroda
W jaskini występują w niewielkiej ilości (w Górnych Partiach) nacieki grzybkowe.
Po opadach na powierzchni występuje w niej deszcz podziemny, najdłużej trwający w okolicach dna Studni Strachu.

## Historia odkryć
Zagonna Studnia została odkryta 31 lipca 1988 roku przez Krzysztofa Dudzińskiego i zbadana do dna.
Jaskinię Zośka odkrył 21 lipca 1996 roku Dariusz Fuja.
W 1996 roku zbadano jaskinię do dna Studni Strachu.
11 sierpnia 1996 roku dokonano połączenia Zośki z Zagonną Studnią.
W 2004 roku przekopano zawalisko na dnie Studni Strachu, odkrywając kolejne studnie do aktualnego dna jaskini.
Ponieważ odkrycie Zagonnej Studni zostało ogłoszone dopiero po 8 latach, z początku nazewnictwo jaskiń przysparzało pewnych wątpliwości. Kwestie te wyjaśnił Wojciech W. Wiśniewski w „Taterniku”.